# Country Captain

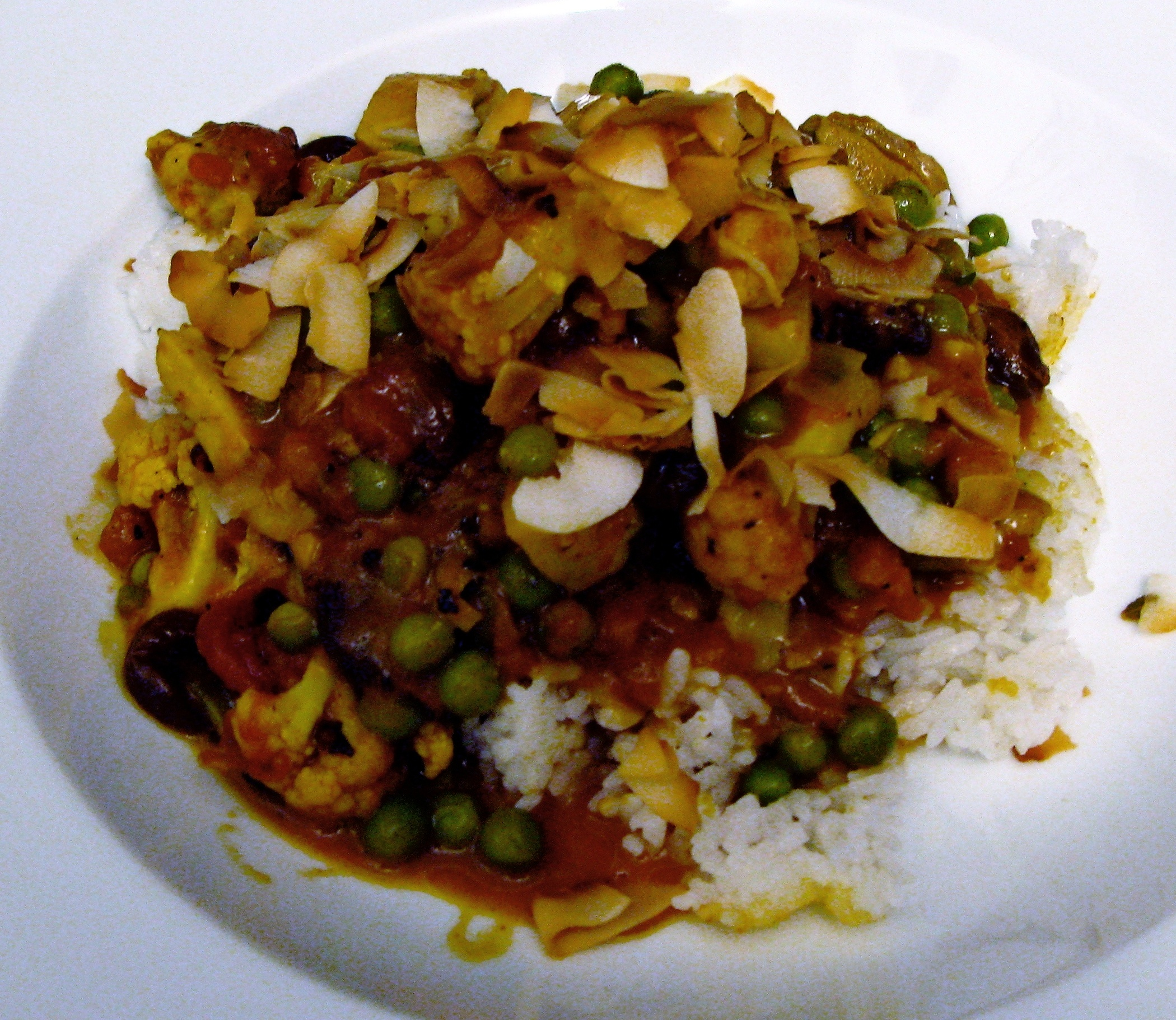
Country Captain

Country Captain (wörtlich übersetzt Landkapitän) ist ein Currygericht, das vor allem in den amerikanischen Südstaaten populär ist. Es besteht aus Huhn, das in der Pfanne angebraten und mit Currypulver gewürzt und dann mit Zutaten wie Zwiebeln, Tomaten, Mandeln, Knoblauch und Rosinen auf kleiner Hitze gekocht wird. Üblicherweise wird als Beilage Reis serviert.
Das erste bekannte Rezept für Country Captain wurde 1857 von Eliza Leslie in ihrem Kochbuch Miss Leslie's New Cookery Book veröffentlicht. Darin schreibt sie zur Herkunft: „Dies ist ein ostindisches Gericht und eine sehr einfache Zubereitung eines Currys. Der Begriff ‚country captain‘ steht für einen Hauptmann der einheimischen Truppen (oder Sepoys) in Diensten Englands; da ihr eigenes Land Indien war, wurden sie allgemein Country Troops genannt. Wahrscheinlich wurde das Gericht in England durch einen Sepoy-Offizier eingeführt.“
Zur Herkunft des Gerichts und des Namens gibt es weitere Theorien. 
- Eine davon besagt, dass es sich ursprünglich um ein Currygericht aus Indien handelt. Das Rezept soll dann von einem Kapitän der britischen Marine mit nach England gebracht worden sein.
- Einer anderen Version zufolge war es ein Kapitän der amerikanischen Marine, der es mit nach Georgia brachte. Savannah (Georgia) war früher ein wichtiger Hafen für den Gewürzhandel.
- Der Name country captain soll einer Theorie zufolge auf einen anglo-indischen Ausdruck des 19. Jahrhunderts zurückgehen, womit der Kapitän eines ausländischen Schiffs gemeint war.
- Nach einer anderen Interpretation war es ein Begriff für einen Hauptmann der indisch-britischen Sepoy, der als Inder im Dienst Englands stand. In Indien selbst gibt es kein Gericht mit diesem Namen. Das Vorbild könnte jedoch ein Hühnercurry mit Zwiebeln aus Madras gewesen sein.